# Del McCoury Band
The Del McCoury Band es una banda estadounidense de bluegrass.

## Historia
Originalmente la banda se llamaba Del McCoury and the Dixie Pals con McCoury a la guitarra y su hermano Jerry al bajo. La banda pasó por una serie de cambios de personal hasta la década de 1980, cuando se solidificó su formación, agregando a los hijos de McCoury, Ronnie y Robbie en la mandolina y el banjo, respectivamente.  En 1988, el nombre "Dixie Pals" se abandonó. El violinista Tad Marks y el bajista Mike Brantley se unieron a principios de la década de 1990, cuando la banda comenzó a realizar giras nacionales. 
En 1999, la banda fue nombrada como "Artista del Año" en los International Bluegrass Music Awards. 
En 2004 fueron nominados al premio Grammy al Mejor Álbum de Bluegrass por It's Just the Night,  y en 2006 ganaron en esa categoría por The Company We Keep . 
La banda grabó con Steve Earle la canción "I Still Carry You Around" para su álbum de 1997 El Corazón.  El tema también fue publicado en el álbum de la banda de 1999 The Mountain. 
La banda también ha actuado a menudo en los últimos años con los Lee Boys, con repertorios que mezclan bluegrass, funk y góspel con improvisaciones extendidas en muchas canciones. 

### Travelin' McCourys
Los Travelin' McCourys son una rama de la banda, compuesta por todos los miembros excepto Del, mas el guitarrista Cody Kilby en presentaciones en vivo. 
Los Travelin' McCourys también suelen ofrecer conciertos conjuntos con los Lee Boys. 

## Personal
- Del McCoury - voz, guitarra (1967-presente)
- Ronnie McCoury - mandolina (1981-presente)
- Rob McCoury - banjo (1987-presente)
- Jason Carter - violín (1992-presente)
- Alan Bartram - bajo (agosto de 2005-presente)

## Discografía
- 1992:	Blue Side of Town
- 1993:	A Deeper Shade of Blue
- 1996:	The Cold Hard Facts
- 1999:	The Mountain (met Steve Earle)
- 1999: The Family
- 2001:	Del and The Boys
- 2003:	It's Just the Night
- 2005:	The Company We Keep
- 2006:	The Promised Land
- 2008:	Moneyland
- 2009:	Family Circle
- 2011:	American Legacies (met Preservation Hall Jazz Band)
- 2012:	Old Memories: The Songs of Bill Monroe
- 2013:	The Streets of Baltimore
- 2016:	Del and Woody